# Demon Days
Demon Days es el segundo álbum de estudio de la banda virtual Gorillaz, lanzado el 11 de mayo en Japón y el 23 de mayo de 2005 en el Reino Unido y Estados Unidos. fue grabado en 2004 en Kong Studios. Demon Days debutó en Reino Unido en la posición #1, mientras que en Estados Unidos se colocó en la posición #6, teniendo un éxito mayor que su álbum anterior, Gorillaz, vendiendo más de 8 millones de copias en el mundo.
El sencillo líder del álbum, "Feel Good Inc.", se convirtió en el éxito más grande de la banda, posicionándose en #2 en Reino Unido y #14 en Estados Unidos. El segundo sencillo, "Dare", fue un gran éxito también, dándole a la banda su primer sencillo en #1 en Reino Unido.
El álbum contiene contribuciones de De La Soul, Neneh Cherry, Martina Topley-Bird, Roots Manuva, MF DOOM, Ike Turner, Bootie Brown de The Pharcyde, Shaun Ryder, Dennis Hopper, London Community Gospel Choir y Children's Choir of San Fernández.
En algunas regiones el álbum fue lanzado con un sistema de protección de copiado, lo que significa que no es posible copiar las canciones que lo contienen.

## Historia del álbum
Demon Days fue primero mencionado en artículos sobre la reapertura de la página oficial de Gorillaz a principios de diciembre de 2004. Inicialmente, entre marzo y abril de 2005 la fecha de lanzamiento fue anunciada, pero fue retrasada luego. En un artículo de la revista Q en febrero de 2005 fue anunciado que el título del álbum iba a ser "We Are Happy Landfill". Otro posible título fue "Reject False Icons".
En enero de 2005, una promoción para la canción "Dirty Harry" fue lanzada como un disco de vinilo blanco y un video exclusivo fue lanzado en línea titulado "Rockit". Fue anunciado que la canción aparecería en Demon Days, sin embargo apareció en D-Sides, una compilación de remixes, canciones raras y Lados-B lanzada en noviembre de 2007.

### Certificaciones y premios
Desde su lanzamiento, Demon Days ha sido certificado como 2x Platino en Estados Unidos, 6x Platino en Reino Unido, 2x Platino en Australia, y Oro en Alemania.
El álbum fue nominado para 5 Premios Grammy, incluyendo "Récord del Año", "Mejor Colaboración de Pop, con Coros", "Mejor Vídeo Corto de Música" para "Feel Good Inc.", "Mejor Interpretación Urbana/Alternativa" para "Dirty Harry", y "Productor del Año" para Danger Mouse. Ganaron solamente la nominación de "Mejor Colaboración de Pop, con Coros".

## Lista de canciones
| N.º   | Título                                                              | Duración |  |
| 1.    | «Intro»                                                             | 1:03     |  |
| 2.    | «Last Living Souls»                                                 | 3:11     |  |
| 3.    | «Kids with Guns» (Con Neneh Cherry)                                 | 3:46     |  |
| 4.    | «O Green World»                                                     | 4:33     |  |
| 5.    | «Dirty Harry» (Con Bootie Brown y San Fernando Valley Youth Chorus) | 3:48     |  |
| 6.    | «Feel Good Inc.» (Con De La Soul)                                   | 3:42     |  |
| 7.    | «El Mañana»                                                         | 3:50     |  |
| 8.    | «Every Planet We Reach Is Dead» (Con Ike Turner)                    | 4:52     |  |
| 9.    | «November Has Come» (Con MF Doom)                                   | 2:42     |  |
| 10.   | «All Alone» (Con Roots Manuva y Martina Topley-Bird)                | 3:31     |  |
| 11.   | «White Light»                                                       | 2:09     |  |
| 12.   | «DARE» (Con Shaun Ryder y Rosie Wilson)                             | 4:04     |  |
| 13.   | «Fire Coming Out of the Monkey's Head» (Con Dennis Hopper)          | 3:17     |  |
| 14.   | «Don't Get Lost in Heaven» (Con The London Community Gospel Choir)  | 2:11     |  |
| 15.   | «Demon Days» (Con the London Community Gospel Choir)                | 4:28     |  |
| 50:44 |                                                                     |          |  |

| Edición Limitada (DVD) |                                                |          |  |
| N.º                    | Título                                         | Duración |  |
| 16.                    | «Feel Good Inc.» (Video)                       | 4:15     |  |
| 17.                    | «Feel Good Inc.» (Comentario de video)         | 4:15     |  |
| 18.                    | «The Swagga» (Canción)                         | 4:57     |  |
| 19.                    | «We Are Happy Landfill» (Descarga en internet) | 3:41     |  |
| 20.                    | «G-Bite» (Video)                               | 4:03     |  |
| 21.                    | «Concurso "Talent Quest"» (Video)              | 4:03     |  |
| 68:41                  |                                                |          |  |

| Edición Japonesa |                       |          |  |
| N.º              | Título                | Duración |  |
| 16.              | «68 State»            | 4:44     |  |
| 17.              | «People»              | 3:26     |  |
| 18.              | «Hong Kong» (En vivo) | 6:38     |  |
| 65:03            |                       |          |  |

| Segunda Edición |                                   |          |  |
| N.º             | Título                            | Duración |  |
| 16.             | «Don Quioxte's Christmas Bonanza» | 3:44     |  |
| 17.             | «"Rock the House"»                | 4:09     |  |
| 18.             | «Double Bass»                     | 4:44     |  |
| 19.             | «5/4»                             | 2:56     |  |
| 20.             | «Slow Country»                    | 3:35     |  |
| 21.             | «New Genious (Brother)»           | 3:57     |  |
| 22.             | «19-2000»                         | 3:27     |  |
| 23.             | «Clint Eastwood»                  | 5:56     |  |
| 83:12           |                                   |          |  |

## Edición limitada
Una edición limitada del álbum fue lanzada en un digipak, de tal manera que le permita al dueño del álbum escoger cuál miembro de la banda está en la portada. Contiene un pequeño libro, con la letra e ilustraciones de cada canción, un DVD que contiene un video (con comentario de audio), un dibujo animado para el video musical de "Feel Good Inc.", cortos videos animados de la banda, una canción exclusiva titulada "The Swagga" y acceso en línea para secciones exclusivas de la página de la banda, con varios fondos y protectores de pantalla, también una palanca, facilitando la apertura del armario en la cocina en Gorillaz.com para bajar la canción "We Are Happy Landfill".

## Sencillos
- "Feel Good Inc." es el primer sencillo del álbum, fue lanzado como un EP en Japón el 27 de abril de 2005 y como sencillo el 9 de mayo del mismo año.
- "Dare" es el segundo sencillo del álbum, lanzado el 29 de agosto de 2005 y el 7 de septiembre del mismo año en Japón como un EP.
- "Dirty Harry" es el tercer sencillo del álbum, fue lanzado el 21 de noviembre de 2005 y el 7 de diciembre del mismo año en Japón como un EP.
- "Kids with Guns" / "El Mañana" es el cuarto y último sencillo del álbum, lanzado el 10 de abril de 2006 y el 19 de abril del mismo año en Japón como un EP.

## Gorillaz en Demon Days
En una entrevista en el CD "We Are the Dury", la banda contestó preguntas sobre los detalles del álbum y sus opiniones en la teoría musical del mismo:

Fue el procedimiento de grabación el que nos enseñó; el resultado final es el documento, pero el viaje fue el destino.
Noodle

Como cuerpo de nuestro trabajo, Demon Days está más enfocado y considerado que el primer álbum, y tal vez tiene una importancia mayor que el primer éxito... La música tiene una disciplina estricta, con un toque de optimismo oscuro.
Russel Hobbs

Como si alguien hubiera tomado el primer álbum y hubiera coloreado en él.
2D

Si, bueno, salió muy bien, como le dije que lo hiciera desde el primer momento.
Murdoc Niccals

## Personal

### Producción
- Damon Albarn - Cantante, compositor y productor
- Danger Mouse – Producción, mezcla
- Stuart Harold Pot ("2-D") - Cantante y tecladista
- Murdoc Niccals - Bajista
- Noodle - Compositora y guitarrista
- Russel Hoobs - Baterista
- Gorillaz – Producción, mezcla
- Jason Cox – Producción, ingeniería de audio, mezcla
- James Dring – Producción
- Steve Sedgwick – Asistente de mezcla
- Howie Weinberg – Masterizador
- Jamie Hewlett y Zombie Flesh Eaters – Diseño, arte

### Músicos adicionales
- Neneh Cherry – Vocales en Kids With Guns
- Amanda Drummond – Viola
- Isabelle Dunn – Violonchelo
- Dennis Hopper – Narración en "Fire Coming Out of the Monkey´s Head"
- Sally Jackson – Violín
- Al Mobbs – Bajo doble
- Prabjote Osahn – Violín
- Stella Page – Viola
- Antonia Pagulatos – Violín
- Emma Smith – Bajo doble
- Simon Tong – Guitarra
- Martina Topley-Bird – Vocales en "All Alone"
- Roots Manuva – Rap en "All Alone"
- Ike Turner – Piano en Every Planet We Reach is Dead
- Rosie Wilson – Coros
- London Community Gospel Choir – Coros en Don't Get Lost in Heaven y Demon Days
- San Fernández Youth Chorus – Coros de niño en Dirty Harry
- MF DOOM - Vocales en "November Has Come"

## Reject False Icons
Movimiento iniciado por Noodle tras su regreso a Kong Studios tras el estado de inactividad de la banda. Empezando con el lema "Respect False Icons", cambió a Reject tras una pequeña dificultad de Noodle para pronunciar la palabra. Se ha dicho que es tanto Reject como Respect. Tiene una página oficial donde se pueden descargar screensavers, plantillas con la promo Reject False Icons, firmas y avatares, así como subir imágenes de fanes apoyando la campaña de cualquier manera creativa y artística (dibujos, grafitis). Las plantillas antes se compraban (en tiempo limitado) en ciertas tiendas de Reino Unido, pero actualmente son descargables para cualquiera que quiera apoyar la campaña, en presentación Blanco y Negro.
El movimiento fue desatado tras la presentación del vídeo "Rockit", y luego afirmado con el lanzamiento del concurso Searching for a Star, el cual fue anunciado en medios de Radio principalmente y por correo a los fanes en la página oficial de Gorillaz, donde el objetivo era buscar nuevos talentos libres de comercialización.